# Włoszakowice (gmina)

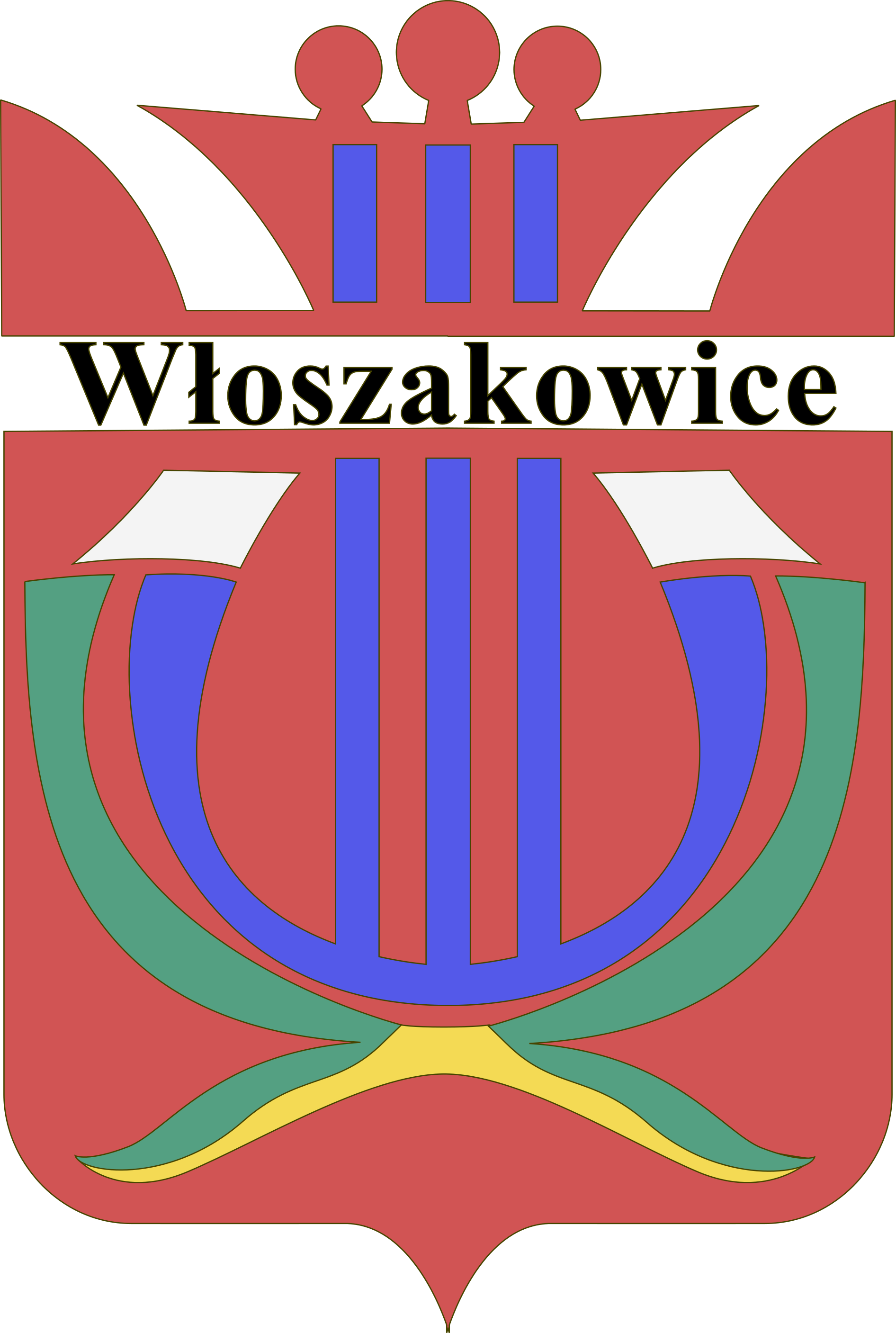
Logo gminy

Włoszakowice – gmina wiejska w województwie wielkopolskim, w powiecie leszczyńskim. W latach 1975–1998 gmina położona była w województwie leszczyńskim.
Siedziba gminy to Włoszakowice.
Według danych z 31 grudnia 2017 roku gmina liczyła 9506 mieszkańców.

## Struktura powierzchni
Według danych z roku 2002 gmina Włoszakowice ma obszar 127,15 km², w tym:
- użytki rolne: 52%
- użytki leśne: 39%

Gmina stanowi 15,8% powierzchni powiatu.

## Gospodarka
Na terenie gminy Włoszakowice dominuje wysokotowarowa gospodarka rolna - z dużym udziałem ogrodnictwa, zwłaszcza uprawy pieczarki i pomidorów. Oprócz tego działają zakłady produkujące opakowania kartonowe, palety, obuwie domowe; działają także tartaki, żwirownia oraz rozlewnia napojów. Czyni to z Włoszakowic atrakcyjny dla inwestycji, lokalny ośrodek przemysłowy (zakłady małe). W sezonie letnim ważną część dochodów stanowi turystyka - ośrodek w Boszkowie

## Demografia

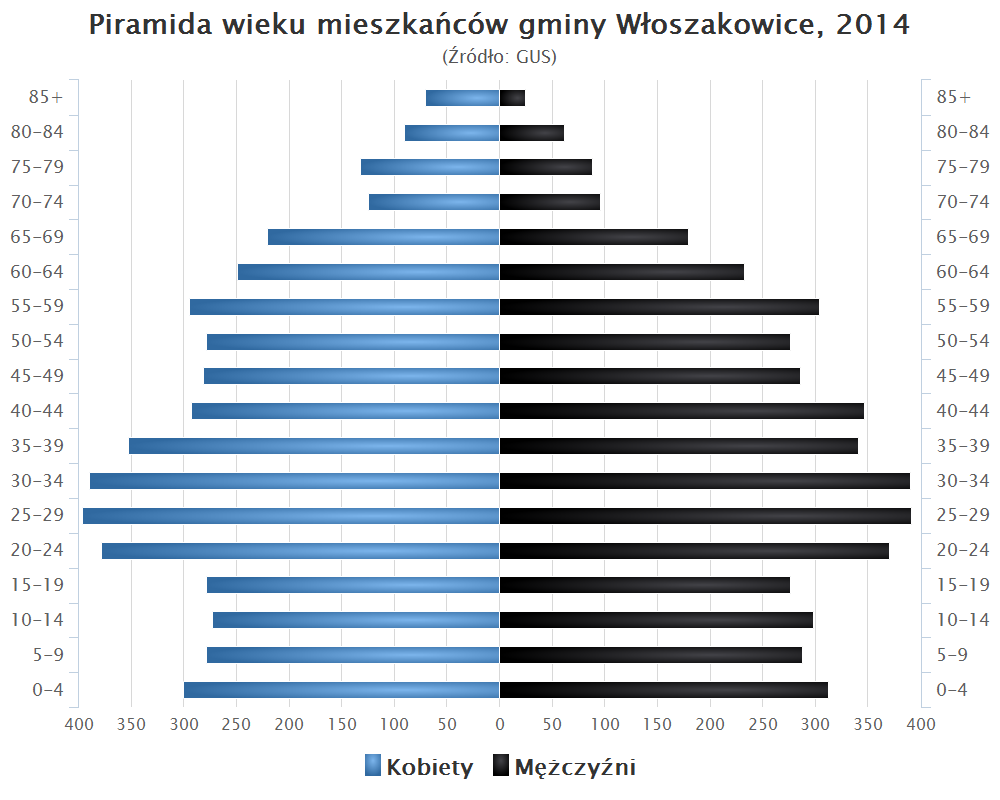
Piramida wieku mieszkańców gminy Włoszakowice w 2014 roku

Dane z 31 grudnia 2017:
| Opis                              | Ogółem | Ogółem | Kobiety | Kobiety | Mężczyźni | Mężczyźni |
| --------------------------------- | ------ | ------ | ------- | ------- | --------- | --------- |
| jednostka                         | osób   | %      | osób    | %       | osób      | %         |
| populacja                         | 9506   | 100    | 4807    | 50,6    | 4699      | 49,4      |
| gęstość zaludnienia (mieszk./km²) | 74     | 74     | 38      | 38      | 37        | 37        |

## Sołectwa
Boguszyn, Boszkowo, Bukówiec Górny, Charbielin, Dłużyna, Dominice, Grotniki, Jezierzyce Kościelne, Krzycko Wielkie, Sądzia, Skarżyń, Zbarzewo.

## Pozostałe miejscowości
Adamowo, Bambry, Boszkowo-Letnisko, Daćbogi, Janówko, Kierzki, Koczury, Krzyżowiec, Mścigniew, Papiernia, Piorunowo, Sądzia Cegielnia, Tłucznia, Trzebidza, Ujazdowo, Zbarzyk.

## Sąsiednie gminy
Lipno, Przemęt, Śmigiel, Święciechowa, Wijewo, Wschowa